# Nonville (Seine-et-Marne)
Nonville település Franciaországban, Seine-et-Marne megyében. Lakosainak száma 596 fő (2022. január 1.). Nonville Darvault, La Genevraye, Moncourt-Fromonville, Treuzy-Levelay és Villemer községekkel határos.

## Népesség
A település népességének változása:
| Lakosok száma | 602  | 607  | 624  | 618  | 612  | 602  | 606  | 601  | 596  |
|               | 2013 | 2015 | 2016 | 2017 | 2018 | 2019 | 2020 | 2021 | 2022 |